# 新宮町
新宮町（日语：／ Shingū machi */?）是位于福岡市東北側的一個城鎮，屬糟屋郡，是福岡都市圈的一部分。
西北部與玄界灘相鄰，部分海岸地區屬於玄海國定公園的範圍，位於玄界灘的相島也屬於轄區。

## 歷史

### 年表
- 1889年4月1日：實施町村制，的野村、立花口村、原上村、三代村合併為立花村，上府村、下府村、湊村、新宮村、相島村合併為新宮村。[1]
- 1954年11月1日：新宮村改制為新宮町。
- 1955年4月1日：立花村和新宮町合併為新設置的新宮町。

### 變遷表
| 1889年以前 | 1889年4月1日 | 1889年 - 1944年 | 1945年 - 1954年      | 1955年 - 1989年     | 1989年 - 現在       | 現在                |
| ---------- | ------------ | --------------- | -------------------- | ------------------- | ------------------- | ------------------- |
|            | 新宮村       | 新宮村          | 1954年11月1日 新宮町 | 1955年4月1日 新宮町 | 1955年4月1日 新宮町 | 1955年4月1日 新宮町 |
|            | 立花村       |                 |                      | 1955年4月1日 新宮町 | 1955年4月1日 新宮町 | 1955年4月1日 新宮町 |

## 交通

### 鐵路
- 西日本鐵道
  - 西鐵貝塚線：西鐵新宮車站
- 九州旅客鐵道
  - 鹿兒島本線：新宮中央車站

### 道路
高速道路
- 九州自動車道：轄區內未有任何設施

## 觀光資源
- 立花山
- 立花山城遺跡

## 教育

### 高等學校
- 福岡縣立新宮高等學校

### 特殊學校
- 福岡縣立福岡養護學校

## 本地出身之名人
- 時錦恒則：1950年代的大相撲力士，最高位階為小結。
- YUI：創作歌手及演員，在小學至高中階段曾住於此。

## 外部連結
- （日語） 新宮町商工會 （页面存档备份，存于）